# Доленя Требуша
Доленя Требуша (на словенски: Dolenja Trebuša) е село в Словения, регион Горишка, община Толмин. Според Националната статистическа служба на Република Словения през 2015 г. селото има 271 жители.